# Anna Jurkovičová
Anna Jurkovičová-Hurbanová (6. dubna 1824 Nové Mesto nad Váhom – 2. února 1905 Martin) byla první slovenská ochotnická herečka, která vystoupila proti společenským předsudkům a zakořeněným představám a ukázala, že ženy patří i na divadelní prkna. Od roku 1841 hrála v Slovenském národním divadle nitranském v Sobotišti.

## Životopis

### Mládí a rodina
Anna Jurkovičová se narodila 6. dubna 1824 do rodiny učitele Samuela Jurkoviče a jeho ženy Kataríny Jurkovičové, rozené Fialové. Z jejich šesti dětí se dospělosti dožily jen dcery Anna, Julia a Emília. V roce 1831 Jurkovič získal nabídku na práci učitele v Sobotišti a tak se celá rodina stěhuje. O rok později umírá Annina matka Katarína.
Otec se snažil dcery vzdělávat, vedl je k umění i divadlu. Sám věřil, že obyčejní lidé, kteří neumí číst ani psát, se mohou vzdělávat například divadlem. Aktivně podporoval ochotnické spolky, vedl dokonce své ochotnické divadlo, ve kterém vedl skupinu mladíků z bratislavského lycea aktivizovaných okolo Ľudovíta Štúra. V této době bylo však hraní v divadle pro ženy nepřípustné a ženské role tradičně hráli muži.

### Divadelní kariéra
5. srpna 1841 se Anna Jurkovičová poprvé ukázala na jevišti ochotnického divadla svého otce. Hrála Aničku Dobrožilovou ve frašce Starý kočiš Petra III. Ačkoliv v roli zazářila, čelila kvůli předsudkům útokům i výhrůžkám. Zahrála si však i další role, například Bětušku v Divotvorném klobouku či Olgu v tragédii Isidor a Olga. Právě její odvaha inspirovala mnoho dalších žen, aby začaly hrát divadlo. Udržovala aktivní kontakty se Štúrovci. Krátce udržovala vztah s básníkem a buditelem Jánom Franciscim, jejich vztah se však rozpadl kvůli tomu, že Štúrovci odmítali svatbu.
Dne 7. října 1845 se v evangelickém kostele v Sobotišti vdala za evangelického faráře a buditele Josefa Miloslava Hurbana. Samotný Ľudovít Štúr se snažil Hurbana přesvědčit, aby se neženil, neboť upřednostňoval boj za národ. Přesvědčoval jej dokonce ještě cestou na svatbu.

### Manželství a rok 1848
Pár se po svatbě usadil na faře v Hlbokom. Manželství bylo šťastné, manželé se podporovali ve svých cílech. Roku 1847 se jim narodil první syn, pozdější spisovatel a politik Svetozár Hurban. O rok později se kvůli revolučním událostem roku 1848 museli odloučit a Anna odešla k otci do Sobotiště. Po vyhlášení Žádostí slovenského národa byl vydán zatykač na Štúra, Hodžu a Hurbana a maďarská Garda obsadila faru v Hlubokom.
Anna, která se již na faru vrátila, musela strpět noční přepady a prohlídky. 15. května 1848 jí dokonce před dům postaví šibenici, před kterou poté dovezli zbitého Hurbanova kočího. Poté, co od manžela obdržela dopis, za ním v převlečení odešla do české Rusavy, kde jistý čas pobývala u své sestry Julie. Tam se jí narodila dcera Božena. Z Rusavy odešla v prosinci roku 1848 do Prahy, kde obnovila svůj kulturní život.
Na jaře se spolu s manželem přestěhovala do Vídně. Hurban zde dělal politiku, ona chodila na operní představení. Po revoluci se vrátili na faru v Hlubokém, kde začali již klidnější život. Celkem Anna porodila 9 dětí, z nichž jen některé se dožily dospělosti. Hurban byl ještě několikrát zatčen za svou politickou činnost, takže Anna byla často na domácnost sama. Po Hurbanově smrti roku 1888 jí čeká potupa v podobě manželova pohřbu, kdy vykopaný hrob ve středu hřbitova nechají úřady zakopat a pohřbí Hurbana na nedůstojném místě u plotu. Samotné Anně je zakázán přístup k hrobu.

### Poslední roky života a smrt
Jako vážená vdova prožila poslední roky u svého syna Konstantina v Martině. I zde nezanevřela na divadlo a dále podporovala ochotníky. Zemřela 2. února 1905 ve věku 80 let a je pohřbená na Národním hřbitově (Národny cintorín) v Martině.

## V kultuře
Na motivy života Anny Jurkovičové byl roku 1983 natočen třídílný film Anička Jurkovičová. Roli Anny si zahrála Zuzana Frenglová.
Od roku 1998 se v Novém Meste nad Váhom pořádá Festival Aničky Jurkovičové, celostátní soutěž neprofesionálních divadelních souborů s inscenacemi slovenské i světové dramatické tvorby mapující postavení a poslání žen ve společnosti.